# 카넬로네스주

카넬로네스주의 위치

카넬로네스주(스페인어: Departamento de Canelones)는 우루과이 남부에 위치한 주로 주도는 카넬로네스이며 면적은 4,536km2, 인구는 520,187명(2011년 기준)이다. 동쪽으로는 말도나도주와 라바예하주, 북쪽으로는 플로리다주, 서쪽으로는 산호세주, 남쪽으로는 몬테비데오주와 접한다.

주기
주 문장